# Leóndio
Leóndio, en grec moderne : Λεόντιο, est un village et un ancien district municipal (el) du district régional d'Achaïe, en Grèce-Occidentale. Depuis  2010, il est fusionné au sein du dème d'Érymanthe.
Selon le recensement de 2011, la population du district municipal compte 335 habitants tandis que celle du village s'élève à 246 habitants.
La localité tire son nom de la cité antique de Léontion (en).